# Liga Paulista de Futsal de 2017
A Liga Paulista de Futsal de 2017 foi a 61ª edição da principal competição da modalidade no estado, sua organização foi de competência da Federação Paulista de Futsal. O Sorocaba Futsal conquistou seu segundo título da competição.

## Premiação
| Campeão da Liga Paulista de Futsal de 2017 |
| ------------------------------------------ |
| Sorocaba Futsal (2º título)                |